# Рассказ о командире танка Нисидзуми
«Рассказ о командире танка Нисидзуми» (яп. 西住戦車長伝: нисидзуми сэнсато-дэн) — японский фильм, военная драма режиссёра Кодзабуро Ёсимуры, вышедший на экраны в 1940 году. Фильм, направленный на восхваление воинственного духа и выполнявший пропагандистские функции среди населения на оккупированных милитаристской Японией территориях.

## Сюжет
В фильме, основанном на реальной истории, рассказывается о молодом офицере японской армии Нисидзуми, начиная с его ранних лет жизни в деревне. Пойдя по стопам отца, Нисидзуми пройдёт обучение в военной школе, после чего будет направлен на китайский фронт. Здесь, на территориях оккупированного японской армией Китая, Нисидзуми дойдёт до должности командира танковой бригады. Молодой лейтенант лёгок в общении и дружелюбен, чем располагает к себе подчинённых солдат, завоевав их симпатии и уважение. Когда же приходит пора вступить в бой, Нисидзуми проявляет свои лучшие командирские качества, показывая себя достойным лидером среди сослуживцев. Во время боёв в Нанкине Нисидзуми получит несколько ранений, но не оставит линию фронта. Здесь, в Нанкинской битве, Нисидзуми будет сражён пулей китайского солдата. В заключительных кадрах фильма умирающий Нисидзуми говорит окружившим его однополчанам: «Всё, что мной сделано — всё это для моего императора».

## В ролях
- Кэн Уэхара — лейтенант Нисидзуми
- Син Сабури — Хосоки, командующий
- Тосиаки Коноэ — Таканаси, командир роты
- Итиро Кодама — Инагава, адъютант
- Сэйдзи Нисимура — Мураяма, капитан
- Тисю Рю — Осуми, лейтенант
- Тацуо Сайто — китайский офицер
- Такэси Сакамото — Гото
- Митико Кувано — китайская женщина

## Премьеры
- Япония — национальная премьера фильма состоялась 29 ноября 1940 года[1].

## О фильме
Снятый во время войны с Китаем, когда все фильмы подвергались военной цензуре, «Рассказ о командире танка Нисидзуми» показывал войну с положительной стороны, так как изначально был заказным фильмом от военного ведомства, направленным на поднятие боевого духа в японской армии, выполняя также пропагандистские функции среди населения на оккупированных Японией территориях.
Фильм был основан на подлинных событиях из жизни реального человека по имени Кодзиро Нисидзуми. Популяризатором событий из его жизни был репортёр Кикути Кан, написавший ряд статей в издании «Новости Майнити». Также к истории Нисидзуми приложил руку иллюстратор Усабуро Ихара, который освещал в периодических изданиях славные подвиги героя в виде комиксов. Истории героев военного времени преподносились в виде рассказов, рисунков и фильмов, легкоусвояемых для японской общественности.
Сценаристом фильма был Кого Нода, близкий друг и соавтор на многих фильмах классика японского кинематографа Ясудзиро Одзу. Первоначально руководство компании «Сётику» предлагало постановку более опытному режиссёру Хироси Симидзу, однако тот отказался, мотивируя свой отказ тем, что надо дать шанс молодому поколению режиссёров. Так постановка перешла к начинающему Кодзабуро Ёсимуре, который однако при всей сложности возложенной на него задачи постарался не оплошать и сумел снять фильм уровнем выше, нежели просто пропагандистская агитка, каковым он был в предложенном ему сценарии. Режиссёр например убрал ряд откровенно расистских сцен по отношению к китайцам, имевшимся в сценарии.
«Рассказ о командире танка Нисидзуми» был одним из самых популярных фильмов о войне и хорошо принят критикой как в военное так и в послевоенное время. Кинолента выдвигалась на премию журнала «Кинэма Дзюмпо» в номинации «за лучший фильм года», вошла в десятку номинантов, но по результатам голосования заняла второе место, уступив фильму «Весна на островке». В послевоенное же время, когда казалось бы было отвергнуто почти всё сделанное с 1937 по 1945 годы, в особенности это касалось таких кинофильмов, которые подобно «Рассказу о командире танка Нисидзуми» были сделаны по заказу и под контролем Министерства внутренних дел и Отдела массовой информации имперской армии (кстати, в годы американской оккупации было уничтожено более 200 подобных кинолент и ещё большее количество вывезено в США и до сих пор не известна их судьба и местонахождение), фильм этот не только не подвергся переоценке, но даже наоборот стал оцениваться ещё более высоко, нежели прежде. Даже известный кинокритик левого толка Акира Ивасаки, автор изданной в СССР книги «Современное японское кино», 1958, (русский перевод 1962), довольно хорошо отзывался о фильме в одном из своих очерков, хваля создателей за изображение человечности, проявляемой китайскими солдатами и гражданскими лицами:

«Фильм превращается в восхваление воинственного духа, как собственно, и было задумано авторами. Тем не менее Ёсимура и сценарист Кого Нода старались, насколько возможно, придерживаться фактов. Они пытались отобразить человеческие черты Нисидзуми и не преувеличивать его героизм. В сценах, где мы видим китайских крестьян, пытающихся избежать военных тягот, в их поведении проглядывают слабо выраженные, но вполне определённые чувства. Незабываемы также кадры, где со спины показываются китайские солдаты, отчаянно старающиеся спастись от преследующих их японских танков. Хоть и короткие, эти кадры представляют доселе неизвестное в японских военных фильмах явление, поскольку показывают атаку японцев с позиции китайцев, ставя японцев, таким образом, в положение врага. Ёсимура, работая над фильмом, отвечающим целям правительства, сумел утвердить свою независимость художника».
— Акира Ивасаки, японский кинокритик.

## Награды и номинации
- Номинация на премию журнала «Кинэма Дзюмпо» в категории «Лучший фильм 1940 года».